# Anomala pygidialis
Anomala pygidialis är en skalbaggsart som beskrevs av Kirsch 1876. Anomala pygidialis ingår i släktet Anomala och familjen Rutelidae. Inga underarter finns listade i Catalogue of Life.